# SDRAM
SDRAM (англ. Synchronous Dynamic Random Access Memory — синхронна динамічна пам'ять з довільним доступом) — тип оперативної пам'яті, що використовується в комп'ютерній техніці. Найпоширенішим стандартом пам'яті SDRAM є DDR.

## Основні особливості
На відміну від інших типів DRAM, що використовують асинхронний обмін даними, відповідь на сигнал, що надійшов у пристрій, повертається не відразу, а лише при отриманні наступного тактового сигналу. Тактові сигнали дозволяють організувати роботу SDRAM у вигляді скінченного автомата, що виконує вхідні команди. При цьому вхідні команди можуть надходити у вигляді безперервного потоку, не чекаючи, поки буде завершено виконання попередніх інструкцій (конвеєрна обробка): відразу після команди запису може надійти наступна команда, не чекаючи завершення запису даних.

### Таймінги
Надходження команди читання приведе до того, що на виході дані з'являться через деяку кількість тактів — цей час називається затримкою (latency) і є однією з важливих характеристик даного типу пристроїв.

## Регенерація
Цикли оновлення виконуються відразу для цілого рядка, на відміну від попередніх типів DRAM, що оновлювали дані по внутрішньому лічильнику, використовуючи спосіб оновлення по команді CAS перед RAS.